# Радионова, Елена Игоревна
Еле́на И́горевна Радио́нова (род. 6 января 1999, Москва) — российская фигуристка и хореограф, выступавшая в одиночном катании. Бронзовый призёр чемпионата мира (2015), двукратный серебряный призёр чемпионата Европы (2015, 2016), чемпионка России (2015) и первая в истории двукратная чемпионка мира среди юниорок (2013, 2014).
Мастер спорта России международного класса (2013). По состоянию на апрель 2015 года занимала второе место в рейтинге Международного союза конькобежцев.

## Биография

### Спортивная карьера
Елену Радионову в фигурное катание привёл отец, когда ей было 4 года, для укрепления ног. Елена с самого начала и по 2017 год тренировалась в ЦСКА у Инны Гончаренко.
В сезоне 2011—2012 Радионова появилась на своём первом взрослом чемпионате России, став 5-й, а затем выиграла бронзовую медаль на юниорском национальном первенстве. Не имея права участвовать в соревнованиях Международного союза конькобежцев (ограничения по возрасту) не только в качестве взрослой спортсменки, но и как юниорка, она приняла участие в турнире Triglav Trophy 2012, где выиграла золото в категории «новички».
В сезоне 2012—2013 Елена достигла юниорского возраста по требованиям ИСУ. Она дебютировала на Гран-при среди юниоров, выиграла оба своих этапа, а затем победила в финале, более чем на 11 баллов опередив серебряного призёра, американку Ханну Миллер. На чемпионате России 2013 Елена завоевала серебряную медаль, опередив трёхкратную чемпионку России Аделину Сотникову. В силу юного возраста Елена не попала на Чемпионат Европы среди взрослых, но зато уверенно выиграла свой первый чемпионат мира среди юниоров. В третий раз в истории девушки из России на юношеском чемпионате мира заняли весь пьедестал.

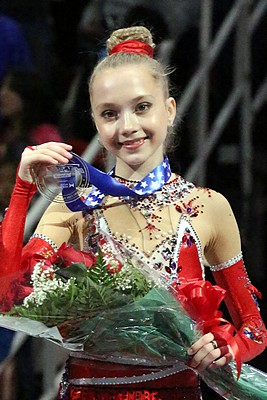
На этапе Гран-при Skate America 2013

В сезоне 2013—2014 начала выступления на взрослом уровне. В конце сентября 2013 года Елена одержала победу на турнире категории Б в Германии. Дебютировала во взрослой серии Гран-при на Скейт Америка, где после исполнения короткой программы занимала 2-е место после Мао Асады, но, допустив незначительные ошибки в произвольной, заняла итоговое 3-е место. На чемпионате России 2014 года (незадолго до Олимпийских игр) выиграла бронзовую медаль. На своем втором чемпионате мира среди юниоров 2014 года в Софии вновь блестяще выступила в обеих программах и стала первой двукратной победительницей данных соревнований. В четвёртый раз (второй год подряд) девушки из России заняли весь пьедестал.
Начала послеолимпийский сезон полностью на взрослом уровне, выиграла первый этап Гран-при Кубок Америки в Чикаго, улучшив свои достижения в произвольной программе и сумме. Через месяц она превосходно выступила на французском этапе Гран-при в Бордо, где также была первой и вышла в финал Гран-при. При этом она превысила все свои спортивные достижения. На финале в Барселоне она заняла второе место и получила серебряную медаль. 2014 год она завершила триумфально, став чемпионкой России.
На чемпионате Европы в Стокгольме Елена лидировала после короткой программы, но по результатам произвольной уступила своей соотечественнице, Елизавете Туктамышевой, и в итоге завоевала серебряную медаль.
На чемпионате мира в Шанхае после короткой программы Елена была второй с результатом 69,51 балла; в произвольной программе заняла шестое место, что позволило ей по сумме баллов завоевать бронзовую медаль с общим результатом 191,47 балла. Во время чемпионата Радионова серьёзно заболела и во время короткой программы выступала с высокой температурой. В середине апреля на заключительном старте сезоне на командном чемпионате мира в Японии Елена выступила удачно в обеих видах программ, что способствовало завоеванию серебряной медали российской сборной.

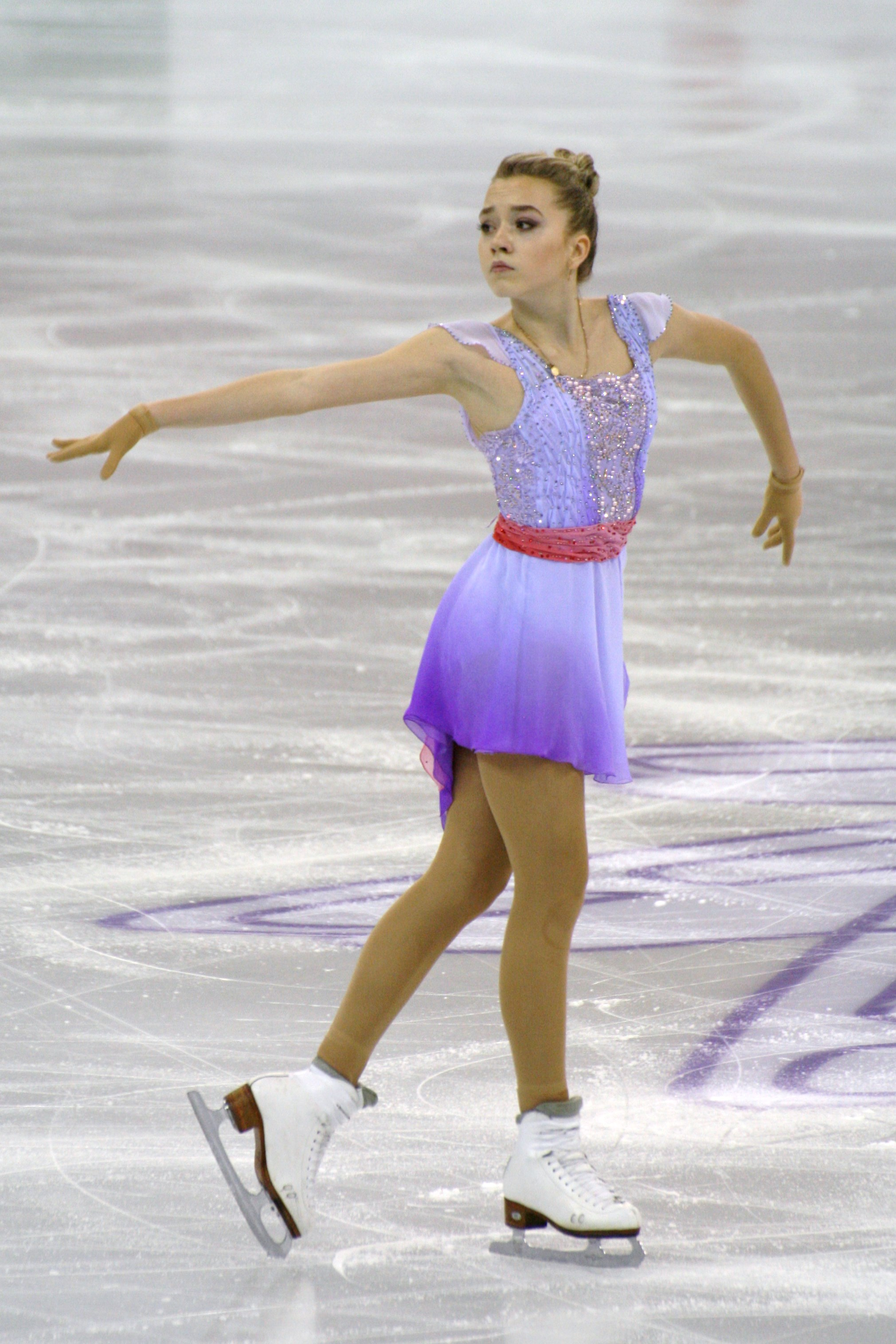
Радионова в финале Гран-при 2015/2016

Новый сезон она начала на этапе Гран-при Ауди Кубок Китая. Фигуристка выступила не совсем удачно и заняла только третье место.
21 ноября 2015 года стала победительницей V этапа Гран-при Кубок Ростелеком в Москве, обновив при этом свои прежние достижения. По итогам выступлений на этапах Гран-при Елена вышла в финал этого турнира в Барселоне, где 11 декабря 2015 года заняла второе место по итогам короткой программы, уступив партнёрше по сборной Евгении Медведевой и опередив знаменитую японку Мао Асаду. Однако турнир в Испании фигуристка завершила на третьем месте. На национальном чемпионате выступила удачно и в сложной борьбе завоевала серебряную медаль российского чемпионата. Через месяц в Словакии она на европейском чемпионате вновь, как и в прошлом году, завоевала серебряную медаль. В начале апреля в Бостоне на мировом чемпионате, российская фигуристка не сумела выиграть медали.

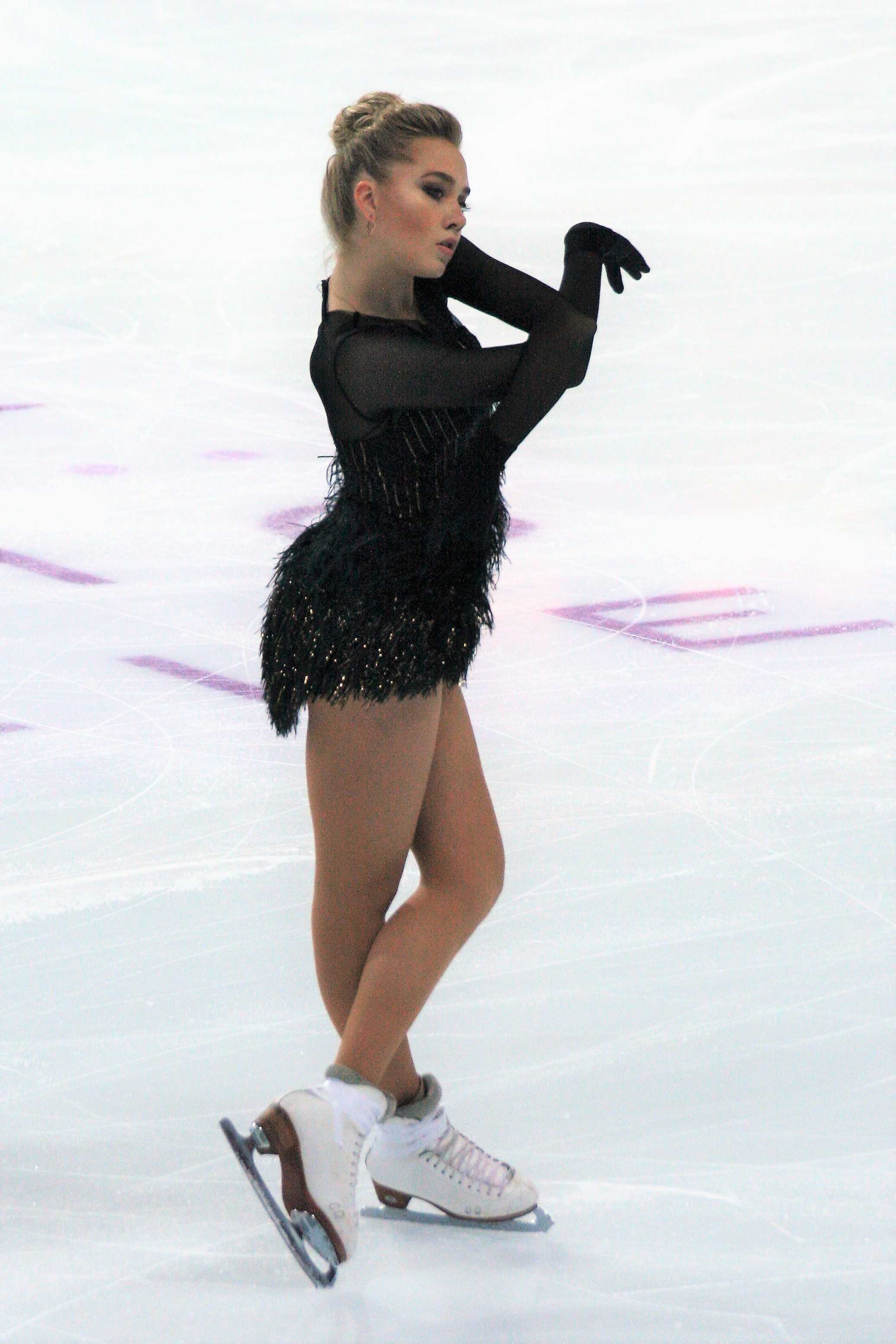
Радионова в финале Гран-при 2016/2017

Новый предолимпийский сезон российская фигуристка начала в начале ноября на домашнем этапе Гран-при в Москве, где на Кубке Ростелекома заняла второе место, при этом незначительно улучшила своё прежнее достижение в короткой программе. В середине ноября она приняла участие на своём втором этапе Гран-при в Пекине, где она в упорной борьбе на Кубке Китая заняла первое место. Это позволило ей уверенно выйти в финал Гран-при, в Марселе. Во Франции, на самом финале, она не сумела удачно выступить и финишировала на последнем месте. В конце декабря в Челябинске в упорной борьбе она на чемпионате России заняла пятое место. В начале февраля 2017 года российская одиночница выступала в Алма-Ате на зимней Универсиаде, где она стала чемпионкой. Через два месяца после этого фигуристка выступала на командном чемпионате мира, где выступила очень успешно. При этом она превзошла свои прежние спортивные достижения в короткой программе и способствовала завоеванию своей сборной серебряной медали.
По окончании сезона спортсменка приняла решение сменить тренера и перешла к Буяновой.
Новый олимпийский сезон российская фигуристка начала в Братиславе, где на турнире Мемориал Ондрея Непелы, она финишировала с бронзовой медалью. Через месяц она выступила в серии Гран-при на домашнем этапе, где фигуристка финишировала рядом с пьедесталом. Через две недели на китайском этапе серии Гран-при в Пекине, ей удалось финишировать с бронзовой медалью. На национальном чемпионате в середине декабря в Санкт-Петербурге Елена закончила в конце десятки. В сезоне 2018/2019 снялась с двух этапов Гран-при из-за обострившейся травмы. В следующем сезоне не заявилась на этапы Гран-при из-за низкого рейтинга ISU.
22 сентября 2020 года Елена Радионова объявила о завершении спортивной карьеры.

### Карьера хореографа-постановщика
Радионова была постановщиком церемоний открытия и закрытия на международном турнире «Мемориал Дениса Тена» в 2019 году. Работает тренером и хореографом с детьми на катке ЦСКА, сотрудничает с академией "Ангелы Плющенко" как постановщик.
Фигуристы, которым ставила программы Елена Радионова: Алёна Косторная, Артур Даниелян, Вероника Жилина, Анастасия Зинина, Елизавета Осокина, Варвара Кисель, Мария Мазур, Алёна Принёва и другие.

### Прочее
На телеканале Матч ТВ в сезоне 2018—2019 комментировала Гран-При и Чемпионат Мира. Посол благотворительного фонда «Футболка дарит жизнь». C 2015 года является одним из лиц производителя коньков Riedell. С 2019 года сотрудничает с производителем одежды для спортсменов JIV, автор собственной коллекции. В качестве гостя принимала участие в студиях перед футбольными, баскетбольными и хоккейными матчами, вместе с защитником ХК Авангард Дамиром Шарипзяновым участвовала в шоу «Смена спортсмена», где они пробовали исполнять элементы из видов спорта друг друга.
В 2023 году приняла участие в турнире шоу-программ «Русский вызов», исполнив номер под песню Шакиры, и заняла 17 место. Видео выступления набрало в Facebook 2.9 млн просмотров (на 16.06.2023).

### Личная жизнь
18 марта 2020 года стало известно, что Радионова состоит в отношениях с футболистом Константином Кучаевым. 31 декабря 2022 года пара объявила о помолвке. 5 июня 2023 года Елена Радионова и Константин Кучаев официально стали мужем и женой.

## Программы
| Сезон     | Короткая программа                                                                                               | Произвольная программа | Показательные выступления |
| --------- | --- | --- | --- |
| 2020—2021 | Не участвовала в соревнованиях                                                                                   | Не участвовала в соревнованиях | - «It Doesn’t Hurt» в исполнении Кати Томпсон |
| 2019—2020 | Не участвовала в соревнованиях                                                                                   | Не участвовала в соревнованиях | - «Инопланетянин» в живом исполнении Натальи Подольской - «Carpe Omnis» в живом исполнении Аиды Гарифуллиной и Игоря Крутого - «Sometimes» в живом исполнении Дианы Макиной - «Mi Mancherai» в исполнении Джоша Гробана - «Опять Метель» саундтрек к фильму «Ирония Судьбы. Продолжение» в исполнении Аллы Пугачевой и Кристины Орбакайте - «It Doesn’t Hurt» в исполнении Кати Томпсон |
| 2018—2019 | - «You Know I’m No Good» в исполнении Эми Уайнхаус                                                               | - «Новый кинотеатр „Парадизо“» композитор Эннио Морриконе в исполнении Уильяма Джозефа, Филиппы Джордано                                    | - «Bonfire Heart» в живом исполнении Джеймса Бланта на шоу Art on Ice - «Sometimes» в исполнении Шиллы Хесс - «Посвящение Денису Тену («Дениске Арнау»)»в живом исполнении Рената Гайсина - «It Doesn’t Hurt» в исполнении Кати Томпсон |
| 2017—2018 | - «It Ain’t Necessarily So» из оперы «Порги и Бесс» композитор Джордж Гершвин хореограф-постановщик Ше-Линн Бурн | - «Historia de un amor» композитор Карлос Элета Альмаран хореограф-постановщик Ше-Линн Бурн                                                 | - «It Doesn’t Hurt» в исполнении Кати Томпсон - «Кони Привередливые» автор Владимир Высоцкий в живом исполнении Дмитрия Певцова на церемонии открытия хоккейного матча в честь 70-летия со дня рождения Валерия Харламова - «Вокзал» IOWA - «I Dreamed a Dream» в живом исполнении Лауры Бретан на шоу Art on Ice - «Там Нет Меня» Севара в перерыве хоккейного матча ЦСКА-СКА - «Waltz in C-Sharp Minor, Op. 64, No. 2» Фредерик Шопен хореографы-постановщики Илья Авербух, Елена Масленникова на шоу Дениса Тена |
| 2016—2017 | - «It Ain’t Necessarily So» из оперы «Порги и Бесс» композитор Джордж Гершвин хореограф-постановщик Ше-Линн Бурн | - Музыка из оперы «Турандот» (с вокалом) композитор Джакомо Пуччини хореограф-постановщик Надежда Канаева                                   | - «Imagine» Эмели Санде - «Crazy in Love» Бейонсе feat. Jay-Z хореограф-постановщик Миша Ге - «Waltz in C-Sharp Minor, Op. 64, No. 2» Фредерик Шопен в исполнении Александры Стычкиной хореографы-постановщики Илья Авербух, Елена Масленникова |
| 2015—2016 | - «Je t’aime» Лара Фабиан хореограф-постановщик Николай Морозов                                                  | - «My Heart Will Go On» саундтрек к фильму «Титаник» композитор Джеймс Хорнер в исполнении Селин Дион хореограф-постановщик Николай Морозов | - «I Will Always Love You» Уитни Хьюстон - «Imagine» Эмели Санде - «Schoolgirl» Worth It Fifth Harmony feat. Kid Ink |
| 2014—2015 | - «De mi vera te fuistes» Пепе Ромеро - «Ain’t It Funny» Дженнифер Лопес хореограф-постановщик Илья Авербух      | - «Piano Concerto No. 3» Сергей Рахманинов - «Trio Elegiaque No. 2» Сергей Рахманинов хореограф-постановщик Елена Масленникова              | - «Queen of the Night» и «I Will Always Love You» Уитни Хьюстон - «Вальс № 7» Шопен, Фредерик - «Amies-ennemies» Nâdiya - «I Will Always Love You» Уитни Хьюстон исполнялся в межсезонье — на шоу Bolshoi on ice и шоу Ильи Авербуха - «Piano Concerto No. 3» Сергей Рахманинов - «Trio Elegiaque No. 2» Сергей Рахманинов хореограф-постановщик Елена Масленникова единственное исполнение — межсезонье, июль 2015, шоу Дениса Тена                                                                                |
| 2013—2014 | - «Nero» Two Steps from Hell хореографы-постановщики Илья Авербух, Елена Масленникова                            | - «Spanish Swat, Frida» хореографы-постановщики Илья Авербух, Елена Масленникова                                                            | - «Коробушка» - «Zombie Dance» Ле Барс, Юг хореограф Елена Масленникова |
| 2012—2013 | - «Carmenita Lounging» Клод Шелль - «The Diva Dance» (из фильма «Пятый элемент») Инва Мула                       | - «И всё-таки я люблю» Дмитрий Маликов - «Страна глухих» Алексей Айги                                                                       | - «Rolling in the Deep» Adele |
| 2011—2012 | - «Carmenita Lounging» Клод Шелль - «The Diva Dance» (из фильма «Пятый элемент») Инва Мула                       | - «Pulmón» Bajofondo - «Sentimientos» Andres Linetzky, Ernesto Romeo                                                                        | - «Nostalgia» Игорь Бутман единственное исполнение — в перерыве хоккейного матча |
| 2010—2011 | - «Синий платочек» композитор Ежи Петерсбурский исполнение Йозеф Лендвей - «Дорогой длинною» Борис Фомин         | - «Pulmón» Bajofondo - «Sentimientos» Андрес Линецкий, Эрнесто Ромеo                                                                        | - «Синий платочек» композитор Ежи Петерсбурский исполнение Йозеф Лендвей - «Дорогой длинною» Борис Фомин единственное исполнение — в качестве гостя на показательных выступления ЧМ-2011 в Москве - «Fashion girl» А’Студио единственное исполнение — шоу юных фигуристов Москвы |
| 2009—2010 | - «Синий платочек» композитор Ежи Петерсбурский исполнение Йозеф Лендвей - «Дорогой длинною» Борис Фомин         | - «Aliscia» Ричард Клайдерман | - «Candyman» Кристина Агилера единственное исполнение — шоу юных фигуристов Москвы - «Perhaps, Perhaps, Perhaps» единственное исполнение — мемориал Панина |
| 2008—2009 | композиция неизвестна                                                                                            | - «Aliscia» Ричард Клайдерман | - Mein Herr из фильма «Кабаре» Лайза Миннелли единственное исполнение — шоу юных фигуристов Москвы |

## Результаты

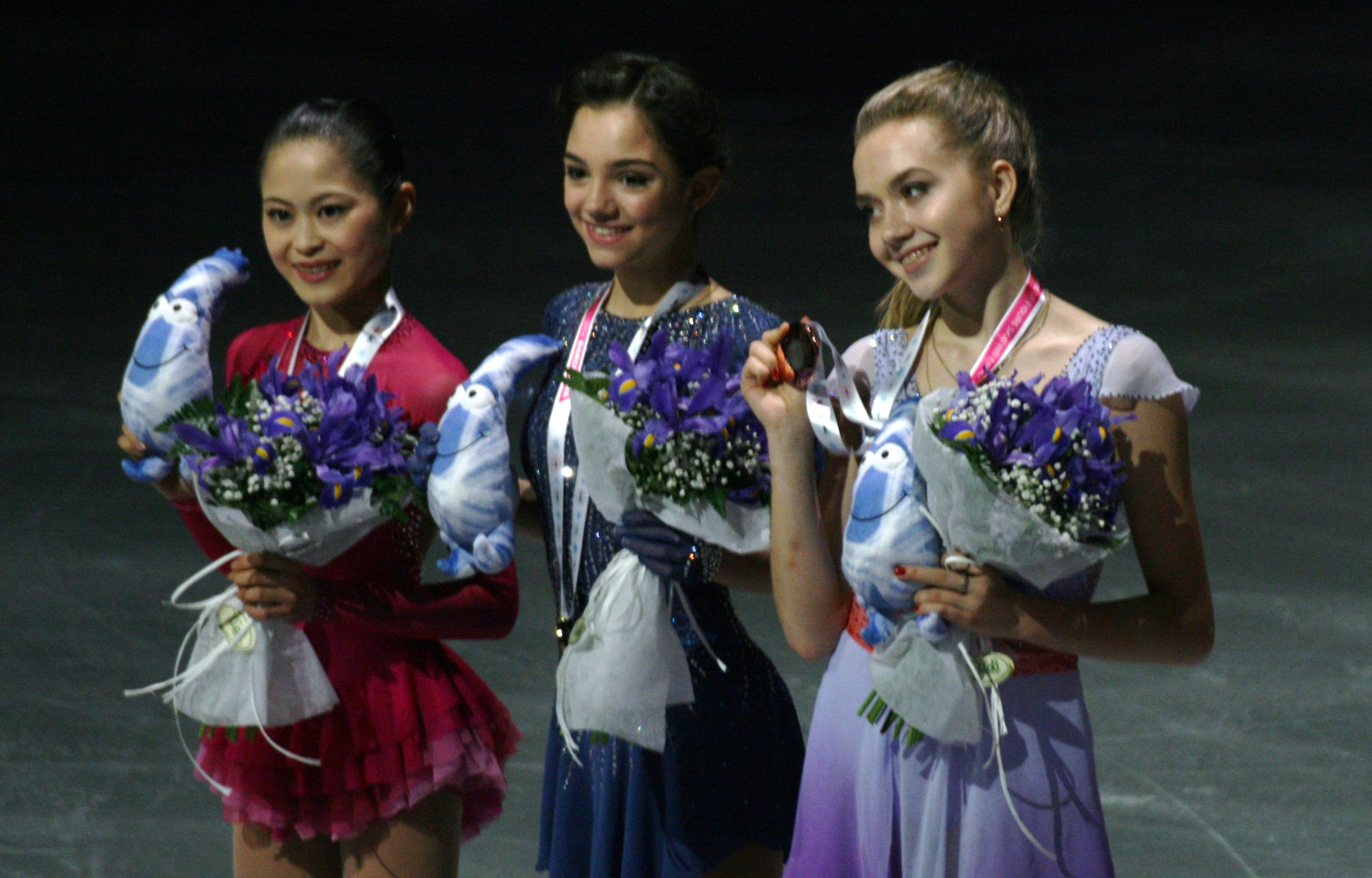
Е.Радионова на подиуме финала Гран-при 2015/2016

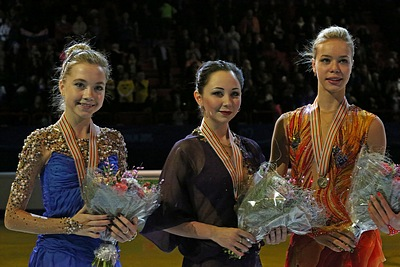
Е. Радионова на подиуме чемпионата Европы 2015

| Соревнования                | 09/10         | 10/11         | 11/12         | 12/13         | 13/14         | 14/15         | 15/16         | 16/17         | 17/18         | 18/19         |
| Международные               | Международные | Международные | Международные | Международные | Международные | Международные | Международные | Международные | Международные | Международные |
| --------------------------- | ------------- | ------------- | ------------- | ------------- | ------------- | ------------- | ------------- | ------------- | ------------- | ------------- |
| Чемпионат мира              |               |               |               |               |               | 3             | 6             |               |               |               |
| Чемпионат Европы            |               |               |               |               |               | 2             | 2             |               |               |               |
| Финал Гран-при              |               |               |               |               | 4             | 2             | 3             | 6             |               |               |
| Гран-при Китая              |               |               |               |               |               |               | 3             | 1             | 3             |               |
| Гран-при России             |               |               |               |               |               |               | 1             | 2             | 4             |               |
| Гран-при Франции            |               |               |               |               |               | 1             |               |               |               |               |
| Гран-при США                |               |               |               |               | 3             | 1             |               |               |               | WD            |
| Гран-при Японии             |               |               |               |               | 2             |               |               |               |               | WD            |
| Мемориал Непелы             |               |               |               |               |               |               |               |               | 3             |               |
| Shanghai Trophy             |               |               |               |               |               |               |               |               | 1             |               |
| Универсиада                 |               |               |               |               |               |               |               | 1             |               |               |
| Team Challenge Cup          |               |               |               |               |               |               | 2             |               |               |               |
| World Team Trophy           |               |               |               |               |               | 2             |               | 2             |               |               |
| Japan Open                  |               |               |               |               |               | 1             |               |               |               |               |
| Nebelhorn Trophy            |               |               |               |               | 1             |               |               |               |               |               |
| Международные среди юниоров |               |               |               |               |               |               |               |               |               |               |
| Чемпионат мира              |               |               |               | 1             | 1             |               |               |               |               |               |
| Финал Гран-при              |               |               |               | 1             |               |               |               |               |               |               |
| Гран-при Франции            |               |               |               | 1             |               |               |               |               |               |               |
| Гран-при Австрии            |               |               |               | 1             |               |               |               |               |               |               |
| Triglav Trophy              |               |               |               | 1             |               |               |               |               |               |               |
| Национальные                |               |               |               |               |               |               |               |               |               |               |
| Чемпионат России            |               |               | 5             | 2             | 3             | 1             | 2             | 5             | 10            | WD            |
| Первенство России           | 11            | 4             | 3             | 1             |               |               |               |               |               |               |
| Финал Кубка России          |               |               | 1             |               |               |               |               |               |               |               |

### Подробные результаты
| Сезон 2017-18              | Сезон 2017-18                   | Сезон 2017-18 | Сезон 2017-18 | Сезон 2017-18 |
| Дата                       | Соревнование                    | КП            | ПП            | Общая         |
| -------------------------- | ------------------------------- | ------------- | ------------- | ------------- |
| 21-23 сентября 2017 года   | Мемориал Непелы                 | 3 64,42       | 4 117,79      | 3 182,21      |
| Сезон 2016-17              |                                 |               |               |               |
| Дата                       | Соревнование                    | КП            | ПП            | Общая         |
| 20-23 апреля 2017 года     | Командный чемпионат мира        | 2 72,21       | 5 137,08      | 5 209,29      |
| 1-5 февраля 2017 года      | Зимняя Универсиада              | 1 69,02       | 1 127,59      | 1 196,61      |
| 20-26 декабря 2016         | Чемпионат России                | 5 70,19       | 5 139,05      | 5 209,24      |
| 8-11 декабря 2016          | Финал Гран-при                  | 5 68,98       | 6 119,83      | 6 188,81      |
| 18-20 ноября 2016 года     | Этапы Гран-при: Cup of China    | 2 70,75       | 1 135,15      | 1 205,90      |
| 4-6 ноября 2016 года       | Этапы Гран-при: Rostelecom Cup  | 2 71,93       | 2 123,67      | 2 195,60      |
| Сезон 2015-16              |                                 |               |               |               |
| Дата                       | Соревнование                    | КП            | ПП            | Общая         |
| 28 марта — 3 апреля 2016   | Чемпионат мира                  | 5 71,70       | 5 138,11      | 6 209,81      |
| 26-31 января 2016          | Чемпионат Европы                | 2 70,96       | 2 139,03      | 2 209,99      |
| 24-27 декабря 2015         | Чемпионат России                | 2 76,69       | 2 145,88      | 2 222,57      |
| 10-13 декабря 2015         | Финал Гран-при                  | 2 69,43       | 4 131,70      | 3 201,13      |
| 20-22 ноября 2015          | Этапы Гран-при: Rostelecom Cup  | 1 71,79       | 2 139,53      | 1 211,32      |
| 6-8 ноября 2015            | Этапы Гран-при: Cup of China    | 6 58,51       | 2 125,77      | 3 184,28      |
| Сезон 2014-15              |                                 |               |               |               |
| Дата                       | Соревнование                    | КП            | ПП            | Общая         |
| 15-19 апреля 2015          | Командные чемпионаты мира       | 3 68,77       | 2 129,73      | 2 198,50      |
| 23-29 марта 2015           | Чемпионат мира                  | 2 69,51       | 6 121,96      | 3 191,47      |
| 26 января — 1 февраля 2015 | Чемпионат Европы                | 1 70,46       | 2 139,08      | 2 209,54      |
| 24-28 декабря 2014         | Чемпионат России                | 1 74,13       | 1 143,32      | 1 217,45      |
| 11-14 декабря 2014         | Финал Гран-при                  | 3 63,89       | 2 134,85      | 2 198,74      |
| 21-23 ноября 2014          | Этапы Гран-при: Trophée Bompard | 1 67,28       | 1 136,64      | 1 203,92      |
| 24-26 октября 2014         | Этапы Гран-при: Skate America   | 2 65,57       | 1 129,90      | 1 195,47      |
| 2-4 октября 2014           | Командные Japan Open            | -             | 1 136,46      | 1             |